# Hermann Kretzschmer

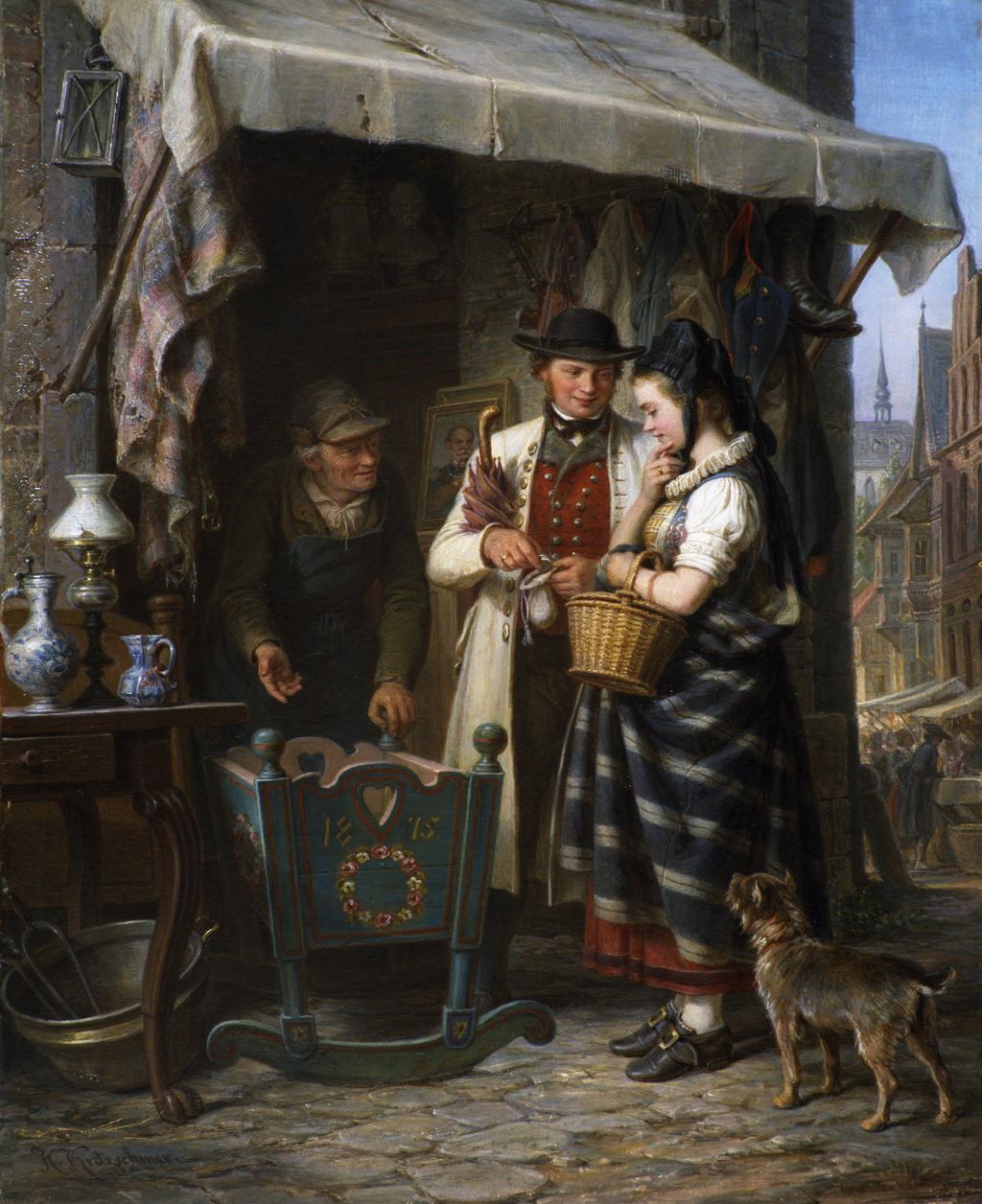
Der Kinderwiege av Kretzschmer, 1875.

Johann Hermann Kretzschmer, född den 20 oktober 1811, död den 5 februari 1890, var en tysk målare.
Kretzschmer studerade i Berlin och Düsseldorf, började med att måla romantiska genremotiv, övergick så till bilder av Orientens folkliv och natur, såsom Karavan, överraskad av samum (1844, museet i Leipzig). Sedan han 1845 slagit sig ned i Berlin, övergick han dels till humoristisk genre, dels till historiska ämnen (Den store kurfurstens landstigning på Rügen och efter danska kriget 1864 Prins Fredrik Karl vid stormningen av Dybbøl). Dessutom målade han porträtt samt utförde akvareller och raderingar.